# ويليام باري لورد
ويليام باري لورد (1825- 3أبريل 1884) كاتب بريطاني
انضم لورد إلى اللواء التاسع من فوج المدفعية الملكي في 18 أكتوبر 1854 كجراح بيطري، وتقاعد بنصف أجر في مايو 1864. خدم في حرب القرم، وكان حاضرا في سيباستوبول وخدم في وسط الهند. كما سافر في آسيا وكندا.
كان لورد رجلآ لديه اهتمامات كاثوليكية. ساهمت مقالاته في عرض الطبيعة والفن لمجموعة واسعة من موضوعات -الماكريل، وصيد الاسماك، والحجر الليثوغرافي، وديدان القز، والرمل، والمعادن، والخيزران، والاسماك الطائرة، والمكسرات، والطرق الخلفية في لندن، والقصدير، وأقماع التنوب، والنخيل والنباتات، ومجموعة من الموضوعات الأخرى التي أثارت اهتمامه.
يسرد كتالوج المتحف البريطاني تسعة كتب كتبها لورد. أشهر هذه الكتب: التحولات ومقتضيات حياة المعسكر والسفر والاستكشاف التي نشرت لأول مرة في عام 1868 في شكل تسلسلي، وتم توضيحها ببذخ مع نقوش خشبية واسهامات نصية لتوماس باينز ونقشها من قبل بتروورث وهيث. كان دليل البقاء على قيد الحياة في البرية هذا مكافئآ لكتالوج الأرض بالكامل في القرن التاسع عشر، ولا يزال يحتفظ بفائدته في القرن الحادي والعشرين كموسوعة للحياة العملية. كانت أدلة السفر التي تتضمن تلميحات مفيدة عصرية تمامآ في الوقت الذي كانت فيه أسماء ليفينجستون وسبيك وبورتون وستانلي مألوفة. كتب فرانسيس جالتون كتاب فن السفر في عام 1855 وقام بترجمة كتابه: التحولات والتناقضات المتوفرة في البلدان البرية.بالنسبة لأي شخص يضطرالى الإدارة دون رفاهية المجتمع الحضري الحديث، يوفر برنامج " Shifts and Expedients" تعليمات مفصلة عن ' العربات والقوارب، والخيول والثيران، والخيام والاسلحة النارية، والصيد وصيد الاسماك، والمراقبة والجمع، والنجارة وصناعة المعادن، مستلزمات التخييم، مطبخ الادغال والارتجال الطبي، أفضل الطرق لعبور الأنهار، لنقل الأشياء الثقيلة وبناء الأكواخ.
أربعة من كتب لورد تتناول الصيد البحري، اثنان منها عن التعدين في ايرلندا، وواحد يحمل عنوانآ واضحآ هو مفتاح الثروة في الأراضي الجديدة، والاخير الالماس والذهب: الطرق الرئيسية الثلاثة المؤدية إلى جنوب افريقيا اوفير. هذا الكتاب الاخير بالتحديد يعد غامضآ لأن لورد لم يذكر أنه زار جنوب افريقيا.
كان شقيقه جون كيتس لورد مؤلفآ ايضآ كتب عن مواضيع مماثلة. توفي لورد في مقر اقامته في بينتون، ديفون، عن عمر يناهز 85.2 عامآ

## كتبه
- أسماك البحر وكيفية اصطيادها لندن، برادبري وايفانز (1863).
- تقاليد السلطعون والروبيان وسرطان البحر: تجمع بين الصخور على شاطئ البحر وعلى ضفاف النهر وفي غابة لندن: جي روتليدج (1867).
- شذوذ الموضة: المخصر ووارد كرينولين، لوك، وتايلر (1868).